# Palazzo Manenti
Der Palazzo Manenti, auch Palazzo Panciroli Trivelli genannt, ist ein Palast aus dem 15. Jahrhundert in Reggio nell’Emilia in der italienischen Region Emilia-Romagna. Er liegt am Corso Giuseppe Garibaldi 5, an der Kreuzung mit der Via Luigi Carlo Farini.

## Geschichte
Den Palast ließen die Pancirolis, eine Kaufmannsfamilie, die später zu einer der bekanntesten der Stadt werden sollten, 1431 auf dem Gelände einiger Gebäude aus dem 14. Jahrhundert errichten. Die Restaurierung im Jahre 1544, die Alberto Panciroli beauftragte, trug dazu bei, dem Palast seine Renaissanceformen zu verleihen. Hier wurde 1523 Guido Panciroli, der Sohn von Alberto, geboren, der später ein bedeutender Geschichtswissenschaftler und Jurist werden sollte.
Im 18. Jahrhundert wurde der Palast an die Familie Trivelli verkauft, wohlhabende Seidenhändler schweizerischer Herkunft. In dieser Zeit beherbergten die Räume des Palastes verschiedene, bekannte Persönlichkeiten: Napoleon Bonaparte war dreimal zu Gast, erstmalig 1797 anlässlich der Etablierung der Trikolore der Cisalpinischen Republik, und dann erneut 1805. Der Vizekönig Eugène de Beauharnais kam hier 1808 vorbei, wogegen der König von Neapel, Joachim Murat, 1814 hier mehr als einen Monat lang weilte.
1881 ging der Palast in den Besitz des Grafen Luigi Monzani über und 1931 fiel er an die Familie Manenti. Diese ist heute noch Eigentümer und nach ihr wurde der Palast benannt, ein Name, unter dem er heute noch bekannt ist.

## Beschreibung
Zu den bemerkenswertesten Elementen des Palazzo Manenti gehören die Fresken im Innenhof. Die Figuren der Seliggepriesenen, die vom Kanoniker Ottavio Panciroli in Auftrag gegeben wurden, stammen aus dem Jahre 1610. Ursprünglich müssen es acht Figuren gewesen sein, aber vier davon gingen bei nachfolgenden Erweiterungsarbeiten verloren. Vom Anfang des 19. Jahrhunderts dagegen stammt das Trompe-l’œil-Fresko, auf dem Atrien und Loggien dargestellt sind; es schuf der Bühnenbildner Vincenzo Carnevali.